# Ornella Muti
Ornella Muti (Rim, Italija, 9. ožujka 1955.) je talijanska glumica.  Rođena je u Rimu, kao Francesca Romana Rivelli, od oca Talijana iz Napulja i majke Estonke. 
U mladosti fotomodel, na filmu debitira 1970. u drami La moglie più bella. Glumila je većinom u talijanskim filmovima, i povremeno u francuskim. 1980., ostvarila je prvu ulogu na engleskom jeziku, kao Princeza Aura u britanskom znanstveno fantastičnom spektaklu Flash Gordon, dok se od američkih filmova ističu Love and Money, Oscar i Once Upon a Crime. 
U Italiji, popularnost postiže komedijom Romanzo popolare (1974.), Marija Monicellija, te idućih godina surađuje s nizom značajnih talijanskih redatelja i glumaca; među kojima Dino Risi, Marco Ferreri, Francesco Nuti, Adriano Celentano, Renato Pozetto i drugi.
Dva puta je osvojila nagradu Nastro d'argento za najbolju glavnu glumicu: 1988. za ulogu u komediji Io e mia sorella i sljedeće godine za romantičnu dramu Codice privato.
Bila je dvaputa udata i ima troje djece, od kojih je najstarija kćer Naike Rivelli (1974.) također glumica. 1994., čitatelji časopisa 
Class, glasanjem su izabrali Ornellu Muti kao "najljepšu ženu na svijetu".

## Izabrana filmografija
- La moglie più bella (1970.)
- Romanzo popolare (1974.)
- I nuovi mostri (1977.)
- Flash Gordon (1980.)
- Il bisbetico domato (1980.)
- Innamorato pazzo (1981.)
- Storie di ordinaria follia (1981.)
- Love and Money (1982.)
- Tutta colpa del paradiso (1985.)
- Io e mia sorella (1987.)
- Codice privato (1988.)
- Oscar (1991.)

## Vanjske poveznice
- Službeni fan-site ornellamuti.it
- Ornella Muti u internetskoj bazi filmova IMDb-u (engl.)